# Johannes Giesecke
Johannes Giesecke (* 14. Oktober 1973 in Berlin) ist ein deutscher Sozialwissenschaftler und Hochschullehrer. Er ist Professor für Empirische Sozialforschung am Institut für Sozialwissenschaften der Humboldt-Universität zu Berlin.

## Leben
Von 1995 bis 2000 studierte er Sozialwissenschaften (Diplom) an der Humboldt-Universität zu Berlin sowie an der Duke University. Nach der Promotion 2005 war er als wissenschaftlicher Mitarbeiter tätig. 2010 wurde er als Professor für Methoden der empirischen Sozialforschung an die Otto-Friedrich-Universität Bamberg berufen, 2013 an die Humboldt-Universität zu Berlin.
Seine Forschungsschwerpunkte sind Arbeitsmarktforschung, soziale Ungleichheit und Methoden empirischer Sozialforschung.